# Lynn Hung
Lynn Hung o Xiong Dai Lin es un modelo y actriz de china.

## Primeros años
Hung nació en Nanjing, China, con raíces familiares en Guizhou, China. Más tarde estudió diseño de vestuario y artes escénicas en la Universidad Soochow.

## Carrera
En 1999, desarrolló su carrera en Shanghái y se convirtió en el segundo finalista en el "China National modelo de competencia". En 2002, recibió el "Mejor Modelo de modas" y los premios "China Top Ten Models".
En 2008, se fue a Hong Kong y comenzó su carrera como actriz en la película galardonada Ip Man protagonizada por junto con Donnie Yen. Ella también apareció en películas como All's Well, Ends Well Too 2010, Ip Man 2 y .Ip Man 3.

## Filmografía

### Películas
- Ip Man (2008)
- Short of Love (2009)
- All's Well Ends Well 2010 (2010)
- Ip Man 2 (2010)
- My Sassy Girl 2 (2010)
- Ip Man 3 (2015)

### Apariciones
| Año        | Programa          | Notas                 |
| ---------- | ----------------- | --------------------- |
| 2014, 2016 | Hurry Up, Brother | episodio #1.09, #3.11 |